# Озджан, Беркай
Беркай Озджан (тур. и нем. Berkay Özcan; род. 15 февраля 1998, Карлсруэ, Баден-Вюртемберг) — турецкий и немецкий футболист, играющий на позиции полузащитника за турецкий клуб «Истанбул Башакшехир».

## Клубная карьера
Беркай Озджан начинал заниматься футболом в немецком клубе «Карлсруэ» из своего родного города. В 2013 году он присоединился к «Штутгарту». 8 августа 2016 года он дебютировал во Второй Бундеслиге, выйдя в основном составе в домашнем поединке против «Санкт-Паули». Спустя 2,5 месяца Озджан забил свой первый гол в профессиональной карьере, открыв счёт в домашнем матче с командой «Мюнхен 1860».
26 августа 2017 года Беркай Озджан дебютировал в немецкой Бундеслиге, выйдя на замену в домашней игре с клубом «Майнц 05». 21 апреля 2018 года он забил свой первый гол на высшем уровне, отметившись в самой концовке домашнего поединка против «Вердера».
2 сентября 2019 года стало известно, что Озджан на правах аренды перейдет в турецкий клуб «Истанбул Башакшехир».

## Карьера в сборной
1 июня 2018 года Беркай Озджан дебютировал в составе сборной Турции, выйдя на замену в товарищеском матче против команды Туниса.